# Jegindø
Jegindø es una isla de Dinamarca en la parte occidental del Limfjord. La isla tiene 6 km de largo y 3 km de ancho, ocupando un área de 7,91 km². Su punto más alto se encuentra a 13 m s. n. m.
La isla alberga una población de 507 habitantes (2005). Tiene una iglesia (Jegindø Kirke), un puerto, una escuela de educación secundaria y algunos comercios, como un banco.
Las actividades económicas principales son la agricultura y la pesca.